# 파항주

파항 주의 깃발

파항 주의 문장

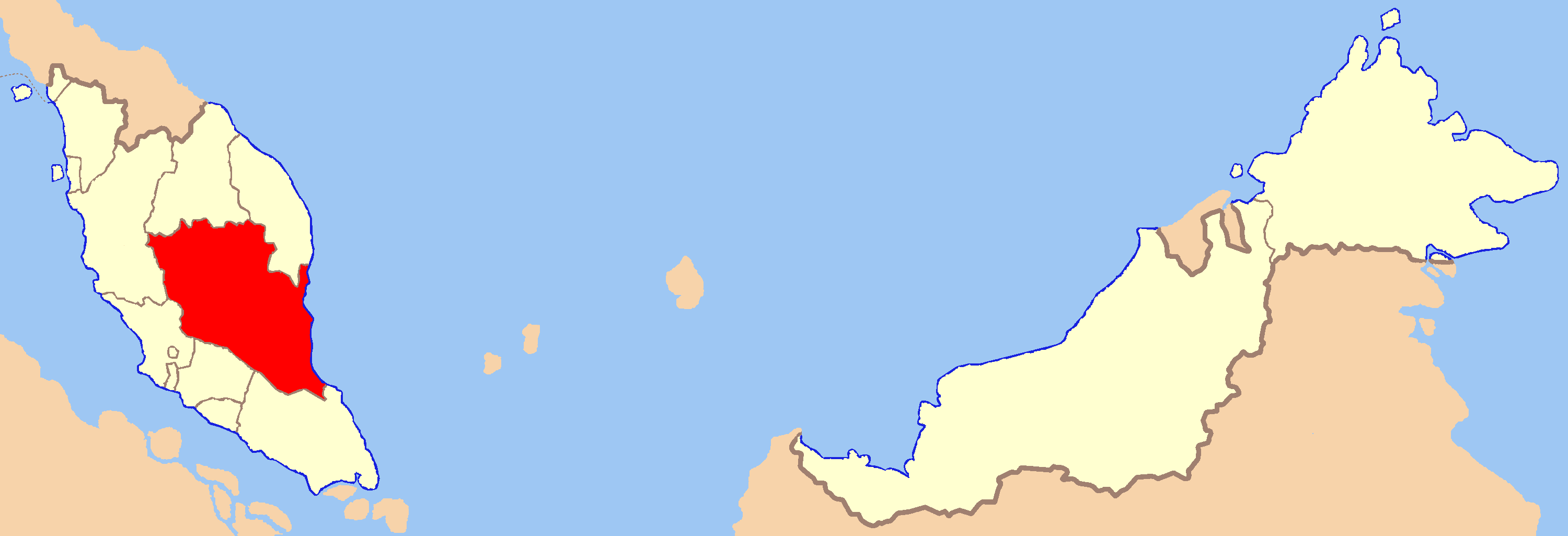
파항 주

파항주(Pahang)는 말레이시아를 구성하는 13개의 주 가운데 하나로, 주도는 쿠안탄이며 인구는 1,443,365명(2010년 기준), 면적은 36,137km2, 인구밀도는 39.9명/km2이다. 북쪽으로는 클란탄주, 서쪽으로는 페락주, 슬랑오르주, 느그리슴빌란주, 남쪽으로는 조호르주, 동쪽으로는 트렝가누주, 남중국해와 인접해 있다. 사라왁주, 사바주에 이어 말레이시아에서 세 번째로 큰 주이며 서말레이시아(말라야)에서 가장 큰 주이다. 정식 명칭은 파항 다룰 막무르(Pahang Darul Makmur)이며, 현재 주수상은 1999년부터 재직하고 있는 아드난 야콥이다. 파항 주 북쪽에는 말레이시아 최대의 국립공원인 타만 느가라 국립공원이 있다. 1953년 이전에는 쿠알라리피스가 주도였다.